# Daneliya Tuleshova
Daneliya Tuleshova (Astana, 18 juli 2006) is een Kazachs zangeres. Ze nam met het nummer "Ózińe sen" deel aan het Junior Eurovisiesongfestival 2018 in Minsk, Wit-Rusland.

## Vroegere leven
Tuleshova werd geboren op 18 juli 2006 in de Kazachse hoofdstad Astana als de dochter van Elena Tuleshova en Alexander Tuleshov van gemixt Kazachse en Tataarse afkomst. Ze heeft twee jongere zussen.
Op vierjarige leeftijd liep ze een ongeluk op tijdens gym. Na hiervan hersteld te zijn, begon ze met het nemen van ballroomdanslessen. Ook volgde ze hedendaagse danslessen in Almaty en tegelijkertijd acteer- en zanglessen. Eind 2018 volgde Tuleshova een studie wiskunde. Alhoewel Astana haar geboortestad is, beschouwt Tuleshova Almaty meer als haar geboorteplaats.

## Biografie
Op achtjarige leeftijd werd Tuleshova gespot door de organisators van de Kazachse zangcompetitie Ayagalagan Astan, een selectieronde voor New Wave, een internationaal muziekfestival voor jonge zangtalenten in voormalige Sovjetlanden. In 2015 won Tuleshova Ayagalagan Astan en haalde ze de finale van New Wave, waarop ze ook de publieksprijs won. In januari 2017 nam Tuleshova deel aan de internationale zangcompetitie Hopes of Europe, waar ze eveneens een grote prijs won. In hetzelfde jaar deed ze mee aan het vierde seizoen van de Oekraïense versie van The Voice Kids. Op tienjarige leeftijd wist ze deze te winnen. Tuleshova was de eerste niet-Oekraïense die de zangcompetitie won.

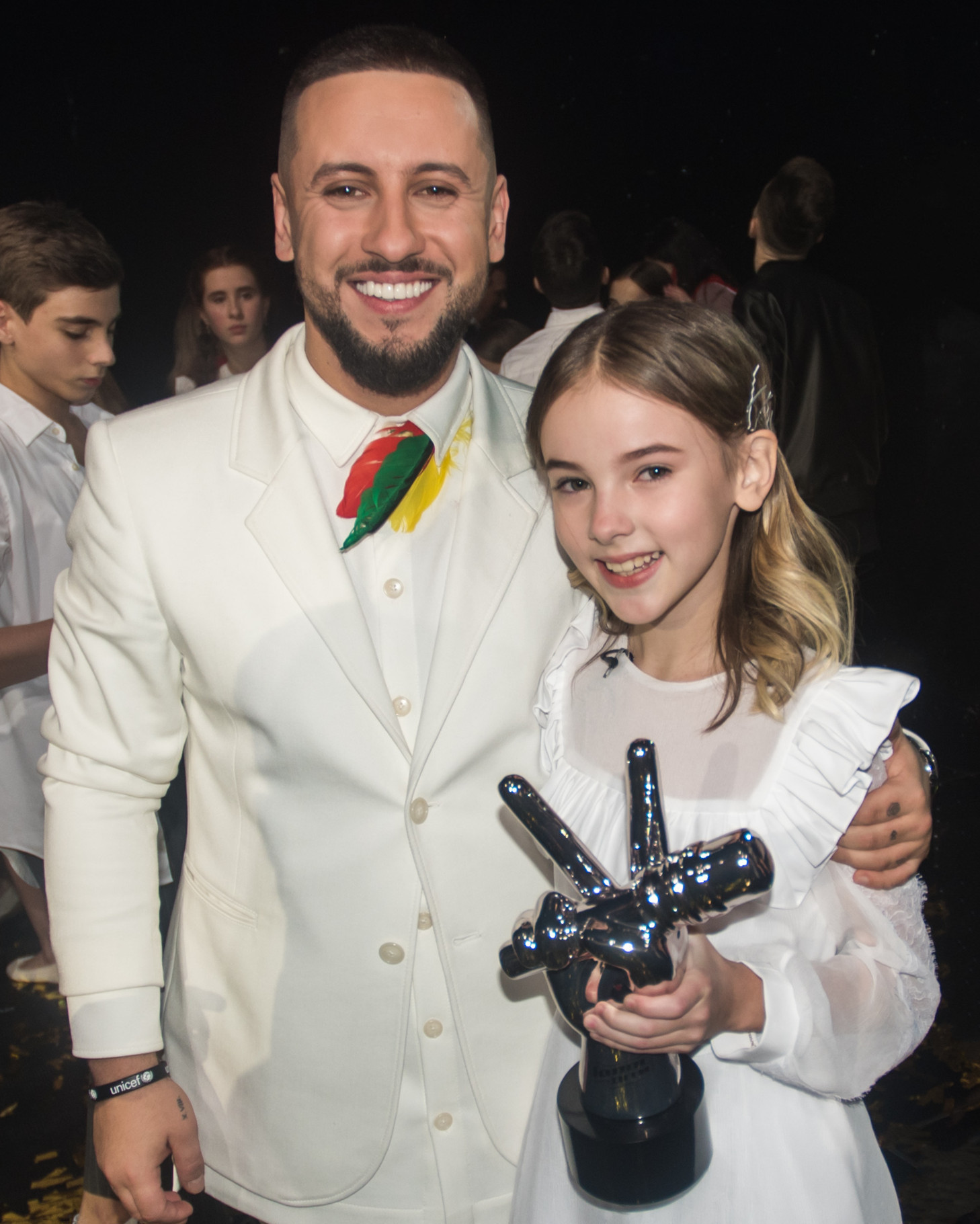
Tuleshova wint The Voice Kids Ukraine

In maart 2018 won Tuleshova een Glimpse into the Future prijs tijdens de allereerste International Professional Music Premium Bravo Awards in Moskou. Ze won deze prijs samen met de Franse zanger Zaz, met wie ze ook optrad met het nummer "Je veux". Op 22 september 2018 werd Tuleshova geselecteerd om Kazachstan te vertegenwoordigen op het Junior Eurovisiesongfestival 2018 in Minsk, Wit-Rusland. Ze trad hier aan met het nummer "Ózińe sen", geschreven door Tuleshova, Artyom Kuz'menkov en Kamila Dairova en gecomponeerd door Ivan Lopukhov. Ze was daarmee de eerste deelnemer voor Kazachstan ooit aan het liedjesfestijn. In de finale trad ze als derde op. Op het einde van de puntentelling had ze 171 punten, 68 van de internationale jury's en 103 van de thuisstemmers. Met dit aantal eindigde ze op de zesde plaats. Op 21 oktober 2018 bracht Tuleshova een Engelse versie van het nummer getiteld "Seize the Time" uit.
In 2019 deed Tuleshova auditie voor de Amerikaans talentenshow The World's Best, waar ze optrad met het nummer "Rise Up" van Andra Day. In de battleronde versloeg ze Manami Ito uit Japan en kwalificieerde ze zich voor de kampioensronde. In deze ronde zong ze het nummer What About Us van P!nk, waarna ze werd uitgeschakeld.
In 2020 zou Tuleshova een concert geven in Texas, maar deze werd afgelast vanwege de coronapandemie. In februari van datzelfde jaar onthulde ze tijdens een interview met de Kazachse televisiezender GAKKU TV haar volgende muziekproject onder de naam "Da Nel". Haar eerst single "Da NeL" ging in première op 4 februari 2020. Een tweede single, "Мой день" (My Day), volgde in april 2020. In de maanden hierna kwamen met "OMG" en "FIRE" nog twee singles uit. Tuleshova nam in 2020 eveneens deel aan het vijftiende seizoen van America's Got Talent, waar ze "Tears of Gold" van Faouzia zong en doorging. Ze werd geroemd vanwege haar podiumperformance. Tuleshova haalde opnieuw de finale, waarin ze op de zesde plaats eindigde.
In mei 2021 werd Tuleshova uitgeroepen tot 'Flagship Artist' van het Amerikaanse label 4 Chords Records. Op dit label bracht ze de single "Like You Used To" uit. Deze was een paar dagen na de release al meer dan 100.000 duizend keer beluisterd.